# Antoneddu Antoneddu
Antoneddu Antoneddu  è un componimento poetico tradizionale in lingua corsa, in seguito in alcuni casi modificato ed adattato al gallurese, risalente alla seconda metà del XIX secolo estremamente popolare nel repertorio musicale logudorese anglonese e gallurese.
Questo brano ha sempre fatto parte del repertorio del cantu a chiterra e viene eseguito nella variante La corsicana.
La Corsicana era stata inventata da Ciccheddu Mannoni, che si era ispirato ad un canto eseguito da un corso nel 1945 a La Maddalena dove lavorava. Mannoni lo propose ufficialmente a Sorso per la prima volta durante una gara nel 1946.

## Il testo
Il testo originario è costituito da una sestina e tre quartine. La sestina è il lamento della moglie del bandito che dichiara il suo dolore per la mancanza del marito e accusa i suoi falsi amici che lo hanno tradito. Nella seconda strofa la madre del bandito si lamenta dicendo al figlio che avrebbe preferito fosse morto piuttosto che bandito per le campagne. Il bandito risponde alla madre dicendogli di non prendersela troppo a cuore d'altronde se lui si trova sulle montagne non è per disonore. Chiude la moglie che cerca di attirare l'attenzione del marito dicendogli che gli manca il bene, l'amore, la vita e il cuore.

## Utilizzo nei media
La canzone è stata utilizzata nella scena finale dell'episodio 84 (sesta stagion ep. 19) "The Second Coming" della serie TV "I Soprano" .

## Discografia
- 1971, Maria Carta nel suo album Sardegna canta e nel 45 giri Adiu a mama/Antoneddu Antoneddu (Tirsu TR 141).
- 1993, Coro Nugoro Amada nell'album Ammentos (versione corale)